# Parafia św. Marcina w Wiśniowej
Parafia Świętego Marcina w Wiśniowej – rzymskokatolicka parafia znajdująca się w Wiśniowej, należąca do dekanatu Dobczyce, archidiecezji krakowskiej.
W skład parafii oprócz Wiśniowej wchodzą wsie: Kobielnik, Poznachowice Dolne oraz Wierzbanowa. Tworzy ją około 3500 wiernych.
Przypuszcza się, że parafia w Wiśniowej istniała już w XIV wieku. Erygowano ją w latach trzydziestych XV wieku, choć z dokumentów Stolicy Apostolskiej wynika, że istniała w 1350 r. W tym czasie krakowski biskup Jan Bodzanta włączył do parafii wiśniowskiej okoliczne wioski: Kobielnik, Lipnik, Poznachowice Dolne i Wierzbinową. Według dokumentów parafia miała wówczas liczyć zaledwie 192 osoby.
W XVI wieku o kościele św. Marcina pisze w swojej kronice Jan Długosz. Jednak wspomniany kościół spłonął, a w jego miejsce w latach 1720–1730 wzniesiono drewnianą świątynię. Parafia podlegała przez około trzysta lat pod zarząd parafii z Dobczyc. Wiśniowa odzyskał prawa parafii dopiero w 1901 roku.
W kościele w Wiśniowej znajduje się w głównym ołtarzu łaskami słynący obraz Matki Bożej Wiśniowskiej – Pośredniczki Łask. Obraz to dar pani dziedziczki Heleny Zawadzkej z Niezdowa, Skarbnikowej Owruckiej. Obraz NMP zasłynął łaskami od samego początku. Wizytacje Kanoniczne z roku 1748 wspominają o licznych łaskach otrzymanych, których świadectwem były liczne wota, a niektóre nawet drogocenne. Z biegiem lat nabożeństwo do Matki Boskiej Wiśniowskiej osłabło. Jednak nadal nie tylko parafianie, ale i wierni z dalszych okolic pielgrzymują do Wiśniowej z prośbami o łaski i te łaski otrzymują. Świadczą o tym liczne wota umieszczone w kasetach na ścianie w prezbiterium obok ołtarza z obrazem Matki Najśw. Odpust ku czci Matki Boskiej Wiśniowskiej odbywa się uroczyście każdego roku w ostatnią niedzielę maja. Kościół parafialny w Wiśniowej należy do niekoronowanych sanktuariów Maryjnych archidiecezji krakowskiej.

## Proboszczowie (administratorzy)
- ks. Feliks Mikuszewski (6 listopada 1901 – 23 grudnia 1911)
- ks. Edward Papeć (26 lutego 1912 – 24 września 1921)
- ks. Wit Brzycki (15 sierpnia 1921 – 15 sierpnia 1922) administrator, wikariusz
- ks. Bartłomiej Kutek (18 stycznia 1922 – 2 lutego 1951)
- ks. Józef Sasnal (9 sierpnia 1939 – 1 września 1951) administrator, wikariusz
- ks. Jan Kapcia (6 września 1950 – 29 maja 1951) administrator, wikariusz
- ks. Edward Opyrchał (28 marca 1951 – 24 maja 1966) administrator
- ks. mgr Edward Opyrchał (24 maja 1966 – 21 czerwca 1981)
- ks. Lucjan Łukasiewicz (30 sierpnia 1981 – 15 sierpnia 1988)
- ks. Franciszek Juchas (15 sierpnia 1988 – 28 czerwca 1997)
- ks. Jan Dubiel (czerwiec 1997 – 28 maja 2006)
- ks. Wacław Bednarz (czerwiec 2006 – 30 czerwca 2021)
- ks. Jacek Budzoń (od 1 lipca 2021)

źródło